# Дзюбан, Николай Андреевич
Никола́й Андре́евич Дзю́бан (1 августа 1910, Херсон, Российская империя — 27 мая 1989, Тольятти, СССР) — советский учёный-гидробиолог и ихтиолог, занимался разработкой методологии комплексных исследований водохранилищ, один из разработчиков концепции о закономерностях формирования фауны долинных водохранилищ, положившей начало многолетним работам по зоогеографическим особенностям водоёмов бассейна Волги. Директор-организатор Куйбышевской биостанции Института биологии водохранилищ АН СССР, впоследствии преобразованной в Институт экологии Волжского бассейна. Основатель лаборатории гидробиологического мониторинга Приволжского управления по гидрометеорологии и мониторингу окружающей среды (УГМС), член ихтиологической комиссии, почётный член Всесоюзного гидробиологического общества.

## Биография
Николай родился в семье управляющего крупным коневодческим поместьем близ Каховки, происходил из рода украинских казачьих офицеров. В пятилетнем возрасте перенёс тяжёлую болезнь, после чего остался хромым.
В 1924 году сдал экстерном экзамены за I ступень трудовой школы, в 1927 году получил аттестат I ступени. Хотел стать врачом, однако в силу происхождения учиться на врача не было возможности. С детства интересуясь выращиванием растений и сумев на участке у дома вырастить много самых различных видов, от багульника до серебристой ели, Николай Дзюбан поступил в сельхозтехникум по виноградарству и садоводчеству и в 1930 году окончил его.
В 1931 году Николай Дзюбан поступил в Одесский рыбоконсервный институт, откуда в числе лучших студентов был переведён в Мосрыбвтуз, являвшийся в то время центром гидробиологической науки в стране. В 1934 году он с отличием окончил рыбоводно-биологическое отделение, под руководством Н. С. Гаевской выполнил дипломную работу по теме «Пищевые взаимосвязи в водоёме прудового типа».
По окончании университета Дзюбан был направлен в Керчь для работы в Азовско-Черноморском научно-исследовательском институте морского рыбного хозяйства и океанографии (АзЧерНИИРО). Там Дзюбан продолжил исследования в области трофических связей, изучая кормовую базу Чёрного и Азовского морей. В Керчи он познакомился и подружился с Ф. Д. Мордухай-Болтовским.
Спустя год после окончания вуза, в 1935 году Дзюбан поступил в аспирантуру к Н. С. Гаевской, занимался ранее никем не исследованной тематикой: питанием ракообразных Cyclopoidae. В январе 1939 года Николай Андреевич успешно защитил кандидатскую диссертацию «Питание Cyclopidae», впервые установив их хищнический характер питания, мешавший рыбоводству. После защиты молодого учёного направили в Москву, на работу в наркомат рыбной промышленности.

### Херсонский педагогический институт
Отсутствие постоянного жилья в столице для семьи, в которой уже было двое маленьких детей, оказалось слишком тяжёлым, что привело к переезду Дзюбана на родину, в Херсон. С августа 1939 года он работал в Херсонском педагогическом институте, был доцентом, заведующим кафедрой зоологии, деканом естественного факультета.
Дзюбан был инициатором, организатором и руководителем гидробиологических исследований лиманов и прибрежных зон Чёрного моря, на Южном Буге, его план по изучению биологии ценных пород рыб в этой реке был одобрен Наркопросом УССР в 1940 году. Несмотря на проблему с ногой, он сам постоянно принимал участие в экспедициях. В 1941 году СНК СССР утвердил создание гидробиологической станции на Южном Буге, однако развитие гидробиологических исследований было прервано Великой Отечественной войной. Из-за стремительного немецкого наступления в Херсоне началась экстренная эвакуация. Дзюбан, будучи председателем комитета института по эвакуации, до последнего момента оформлял необходимые документы студентам, из-за чего не успел отправить в тыл собственную семью на выделенной руководством института машине. Началась жизнь в оккупации. Николай Андреевич принял предложение директора техникума, чеха по национальности, преподавать биологию. Это помогало ему готовить фальшивые справки о зачислении в студенты, спасая тем самым молодёжь от угона в Германию. В феврале 1944 года нацисты выгнали жителей города в концлагеря, созданные в близлежащих деревнях. Оставшиеся в живых были освобождены Красной Армией весной 1944 года.
После возвращения в разграбленный институт Дзюбан взялся за восстановление естественного факультета, сам изготавливал чучела, учебные пособия, разыскивал институтские учебники, ремонтировал лодку и простейшие приборы. Полевую практику студентов он старался превратить в небольшую экспедицию, передавая студентам собственный исследовательский энтузиазм. В результате уже в 1945 году Дзюбан за проведённое совместно со студентами исследование биологии и продуктивности вырезуба Нижнего Днепра был отмечен дипломом, а в 1947 году — республиканской премией за лучшую научную работу в вузах УССР, его студенты были премированы поездкой в Киев. Полученная премия была использована для завершения создания научно-исследовательской станции по изучению кормовой базы рыб Южного Буга при Херсонском педагогическом институте, в дальнейшем ставшей основой Херсонского филиала Одесского отделения Института биологии южных морей.
В 1948—1949 годах по совместительству Дзюбан работал заведующим отделом рыбоводства Укрчеррыбвода, где занимался разработкой методов искусственного разведения черноморского вырезуба, лишившегося традиционных нерестилищ из-за восстановления плотин на Южном Буге. Удалось разработать методику выращивания сеголеток вырезуба, пригодных для выселения в естественную среду. Это послужило теоретическим обоснованием для создания нерестово-выростного хозяйства для поддержания численности вида, а также рекомендовать его для выращивания в прудах.
Придерживаясь классических биологических взглядов, Николай Дзюбан не поддержал лысенковщины и в 1952 году был вынужден оставить преподавательскую работу, сосредоточившись исключительно на научно-исследовательской деятельности, возглавив гидробиологическую лабораторию Сталинградского отделения ГосНИОРХ, в которой занимался изучением формирования зоопланктона и зообентоса Цимлянского водохранилища. В 1955 году он был приглашён в создаваемый И. Д. Папаниным Институт биологии водохранилищ АН СССР старшим научным сотрудником. Совместно с другом и коллегой Ф. Д. Мордухай-Болтовским им была создана лаборатория зоопланктона и зообентоса, изучавшая биологический режим Рыбинского водохранилища и других водоёмов Волжского каскада. Дзюбан занимался разработкой методологии комплексных исследований нового типа водоёмов — крупных водохранилищ.

### Куйбышевская биостанция
В 1957 году Иван Папанин предложил Николаю Дзюбану возглавить работу по строительству и созданию биостанции — филиала Института биологии водохранилищ в городе Ставрополь (ныне Тольятти), рядом со строящейся Куйбышевской ГЭС. 5 августа 1957 года Дзюбан стал первым директором биостанции.
В этой должности раскрылся административный талант Николая Дзюбана. В короткий срок была создана значительная материальная база. В 1964 году биостанция переехала в новый корпус, с 18 лабораторными комнатами, 2 аквариальными, 4 административными кабинетами, залом заседания на 80 человек, музейным помещением и библиотекой. Лаборатории были оснащены новейшим оборудованием. Для сотрудников биостанции был построен трёхэтажный дом. Нашлось место и время директору вспомнить и первое образование, превратив при участии сотрудников Главного ботанического сада АН СССР территорию вокруг биостанции в дендропарк: было высажено более 100 видов деревьев и кустарников, 11 сортов сирени, более 100 видов различных цветущих растений, включая редкие и охраняемые.
Благодаря умению разбираться в людях Дзюбану удалось сформировать сплочённый коллектив, преданный биостанции, в том числе и среди хозяйственных сотрудников: от капитанов судов до кочегаров в котельной, многие из которых проработали на биостанции до выхода на пенсию. Проявил себя Дзюбан и как успешный организатор научных исследований. Большинство различных исследований носило весьма масштабный характер, а их результаты интересовали как советских, так и зарубежных гидробиологов, с которыми были налажены контакты. По инициативе Дзюбана были проведены первые траловые работы на Волге. Постепенно биостанция и её директор получили известность в научном плане, завоевав авторитет в гидробиологии своими теоретическими и прикладными работами.
Большое значение Дзюбан придавал изучению дрейссены, которая в условиях замедленного водообмена водохранилищ начала активно размножаться, занимая в том числе и гидротехнические сооружения, что приводило к помехам водоснабжения и авариям на ГЭС. По его инициативе на биостанции были развёрнуты полевые и исследовательские работы по изучению биологии и экологии моллюска, собраны новые данные. Для широкого обсуждения проблем в 1964 году под руководством Дзюбана в Тольятти была проведена научно-техническая конференция «Дрейссена в водохранилищах и гидротехнических сооружениях». Сосредоточение усилий дало эффект, необходимые результаты были получены, за разработку эффективного метода борьбы с дрейссеной Дзюбан с сотрудниками были награждены серебряной медалью ВДНХ за 1969 год.
В 1968 году в Тольятти состоялась Первая Всесоюзная конференция по изучению Волги и водоёмов её бассейна («Волга-1»), ставшая затем регулярной. Её успех ещё больше укрепил авторитет биостанции вообще и Николая Дзюбана в частности. В знак признания его заслуг один из видов волжских бокоплавов был назван его именем. В дальнейшем на базе биостанции проводились конференция «Волга-3» и съезды Всероссийского гидробиологического общества.
Николай Андреевич Дзюбан являлся одним из авторов проекта создания крупного прудового хозяйства в Сусканском заливе Куйбышевского водохранилища.
По свидетельству современников, Николай Андреевич Дзюбан имел особый талант организатора науки: не только научного процесса, но и обеспечения материальных условий для её развития. Однако проблемы со здоровьем не позволяли работать с прежней энергией, и в начале 1970-х Дзюбан вышел на пенсию.

### Приволжское УГМС
Отдыхать пришлось недолго. В 1973 году в СССР началось создание единой сети гидробиологического мониторинга на базе Госкомгидромета. Возглавить и организовать лабораторию в Тольятти по подобной работе на территории Приволжского управления по гидрометеорологии и мониторингу окружающей среды (УГМС) было предложено Николаю Дзюбану как опытному организатору и учёному. «Человек удивительной крепкости», — так назвал его Иван Дмитриевич Папанин. Дзюбан согласился, с ноября 1974 года приступив к работе и став одним из пионеров данного направления в СССР.
В короткий срок ему удалось сформировать коллектив из молодых, но перспективных сотрудников, оснастить лабораторию современным оборудованием, в том числе импортными микроскопами и штучным оборудованием, предназначенным для специализированных гидробиологических исследований. Лаборатория занималась сбором и анализом самого широкого спектра данных для повышения репрезентативности оценок процессов, происходящих в водохранилище. Работы велись от Чебоксар до Волгограда. В лаборатории имелись специалисты по фитопланктону, зоопланктону, перифитону, зообентосу, микробиологии, продукции и деструкции органического вещества, токсикологии и пигментам хлорофилла. Параллельность работ по этим направлениям с гидрохимическими и гидрологическими наблюдениями позволили собрать уникальный материал по экологическому состоянию крупнейших водохранилищ Европы.
Первый же отчёт о работе лаборатории, составленный в 1975 году, вывел её в ряды лучших во всём Гидромете, она стала считаться опорной на Волге, в Куйбышеве был создан её филиал, занимавшийся мониторингом рек. Сам Дзюбан активно принимал участие в работе научных конференций, симпозиумов, в том числе международных, где выступал с сообщениями о новых методиках гидробиологического мониторинга. К подобной деятельности он приучал и своих сотрудников, в результате большинство из них имело ряд печатных работ, принимало участие в научных конференциях высшего уровня, а гидробиолог Нина Зеленевская успешно защитила кандидатскую диссертацию. Оценив перспективы компьютерной техники, Дзюбан руководил созданием первых программ по гидробиологии для ЭВМ Приволжского УГМС.
Благодаря стараниям Дзюбана в Тольяттинской гидрометобсерватории был создан технический совет, что достаточно нетипично для организаций такого уровня, был организован выпуск сборника работ ТСГМО, где треть статей была написана самим Дзюбаном и его сотрудниками. Результаты работы лаборатории были представлены на ВДНХ в 1976 году, где завоевали серебряную (Н. А. Дзюбан) и две бронзовые медали (С. П. Кузнецова, А. П. Саврасов). Для постоянного повышения знаний сотрудников лаборатории в ней регулярно проводились коллоквиумы, открытые обсуждения итогов экспедиций, выделялось время для работы с литературой. Однако состояние здоровья продолжало ухудшаться, и после тяжёлой операции в 1988 году Николай Дзюбан вновь ушёл на пенсию. После восстановления он принял участие в преобразовании Куйбышевской биостанции в Институт экологии Волжского бассейна РАН. Он вошёл в состав учёного совета института и сотрудничал с ним до самой смерти.
Николай Андреевич Дзюбан скончался 27 мая 1989 года и был похоронен на центральном кладбище Тольятти. В память о первом директоре в Институте экологии Волжского бассейна проводятся научные конференции — Дзюбановские чтения. На фасаде построенного им лабораторного корпуса биостанции (ныне административный корпус Института экологии Волжского бассейна РАН) установлена мемориальная доска с его именем.

## Научная деятельность
В 1937 году в «Докладах академии наук» вышла одна из первых статей Дзюбана, посвящённая изучению питания крупных представителей рода Cyclops. В работе впервые был рассмотрен хищный образ питания этих ракообразных, изучались поведение хищников и избираемых ими жертв, суточный рацион циклопов. Детально изучались явление массового развития циклопов и трофические взаимосвязи в водоёмах. Были разработаны рекомендации для нерестово-рыбоводных хозяйств для предотвращения массовой гибели ценных пород рыб вследствие выедания их личинок циклопами.
Изучением Цимлянского водохранилища Николай Дзюбан занялся в самый первый год его существования. Он проанализировал распределение плотности зообентоса по районам водохранилища, сравнивая его с Днепровским и Иваньковским водохранилищами, а также впервые опубликовал сравнительные данные по численности отдельных групп зоопланктона: коловраток, копепод и ветвистоусых для этих трёх водохранилищ.
В 1954 году были обследованы трёхлетние Карповское, Береславское и Варваринское водохранилища, связывающие Цимлянское водохранилище с Волгой. Был собран обширный материал по зообентосу, составлен список 46 видов его представляющих, включая массовые формы простейших. Были определены основные черты развития зоопланктона в водохранилищах в зависимости от возраста водоёма. В работе, посвящённой данному вопросу и опубликованной в 1958 году, Дзюбан также привёл сводную таблицу уровня развития летнего зоопланктона для Цимлянского и трёх близлежащих водохранилищ, а также их сравнение с верхневолжскими: Рыбинским, Иваньковским, Угличским, отмечая, что в Цимлянском биомасса зоопланктона в несколько раз превышает средние цифры верхневолжских водохранилищ.
В том же 1954 году Дзюбан сделал вывод о недоиспользовании зоопланктона рыбами.
В 1959 году в «Трудах Института биологии водохранилищ АН СССР» вышла обширная и основополагающая работа Николая Андреевича о гидролого-гидрохимических характеристиках Цимлянского водохранилища. В статье описывались основные закономерности показателей среды в Цимлянском водохранилище, от речных верховьев до приплотинного плёса, описывалось увеличение прозрачности от верховьев к плотине, отмечалась гибель дафний после штормов у размываемых берегов с одновременным понижением прозрачности, что в дальнейшем обнаруживалось и на других крупных водохранилищах. Были описаны случаи термоклина в водохранилище, с определением условий, подходящих для его образования, указывалось на перенасыщение кислородом в летний период и обратную температурную стратификацию в зимний. На третий год существования отмечалось сильное цветение сине-зёленых водорослей, резкое снижение содержания кислорода в августе, после начала отмирания фитопланктона, вызвавшее миграцию донных рыб в более мелководные зоны. В дальнейшем большинство указанных закономерностей было отмечено и на других, вновь создаваемых водохранилищах Волго-Камского каскада.
В «Труды VI совещания по проблемам биологии внутренних вод» в 1957 году была включена статья Дзюбана «О формировании зоопланктона водохранилища». В работе приводились обобщающие материалы по зоопланктону Цимлянского, Рыбинского, Иваньковского, Угличского, Каховского и Днепровского водохранилищ. Впервые было предложено разделение водохранилищ по типу становления зоопланктона на две группы — с речными верховьями и с питанием от другого водохранилища; были указаны особенности формирования зообентоса для каждого типа, а также влияние сторонних факторов: весеннего паводка, высоты уровня и объёма водохранилища. Выводом данной работы было заключение, что зообентос водохранилищ очень богат и рыбами недоиспользуется.
Во время работы во главе Куйбышевской биостанции, несмотря на необходимость решения множества административных вопросов, Дзюбан продолжал и научные исследования. Большинство его публикаций этого периода посвящено вопросам расселения и натурализации в Волжских водохранилищах зоопланктона из Каспийского моря, а также из северных регионов, связанных с Волгой сетью каналов. Четыре статьи Дзюбана, посвящённые этому вопросу, вошли в книгу «Биологические продукционные процессы в бассейне Волги». Автор пришёл к выводу, что процесс расселения пресноводных планктонных элементов северного происхождения чрезвычайно активен, южные формы, хотя и более медленно, но также распространяются в северном направлении. В результате ареалы многих видов изменили свои границы, у некоторых образовались разорванные ареалы, в результате неоднородности среды обитания. Подобное нарушение зоогеографических границ — прямое следствие глубокого антропогенного воздействия на экосистему Волги. Кроме этого, Дзюбан занимался изучением суточных вертикальных миграций зоопланктона, его пространственным распределением по водохранилищу, предложенная им схема районирования Куйбышевского водохранилища используется и в XXI веке.
В 1979 годы вышла англоязычная монография Ф. Д. Мордухай-Болтовского «The river Volga and its Life», автором главы «Zooplankton (metazoic) of the Volga» которой являлся Н. А. Дзюбан. В главе рассматривалось состояние зоопланктона всех волжских водохранилищ, описывались его сходные и специфичные для отдельных водоёмов черты, излагались уникальные материалы по численности планктонных личинок дрейссены на протяжении Волги от Твери до Астрахани, видовой поток северных и южных вселенцев, а также воздействие на зоопланктон различных факторов, в особенности минеральной взвеси от подмывания берегов, и гибель крупных ракообразных в гидроагрегатах ГЭС. В изданной позднее русской версии книги эти вопросы были рассмотрены более детально.
Роли северных вселенцев в Куйбышевское водохранилище, оказавшееся наиболее благоприятным среди всех водоёмов Средней Волги, посвящена монография «Куйбышевское водохранилище», вышедшая в 1983 году. Дзюбан доказывал, что при формировании Жигулёвского моря основой зоопланктонного сообщества стали не местные формы из затопленных при поднятии уровня водоёмов, а именно северные вселенцы. Одновременно он утверждал, что этот процесс не является инвазивным в строгом, агрессивном смысле этого слова, а естественным процессом расширения ареала в связи с возникновением оптимальных условий среды, которыми не могли воспользоваться местные виды.
Во время работ в гидробиологической лаборатории Дзюбаном с сотрудниками был разработан экспресс-метод определения качества вод по двум ведущим видам зоопланктона, предложена новая система оценки качества вод по бентосу, усовершенствована формула определения индекса сапробности по зоопланктону.
Николай Андреевич Дзюбан — автор около 80 работ, в том числе трёх монографий по гидробиологии Волжских водохранилищ. Несмотря на большую занятость организационно-административной работой, он сумел внести значительный вклад в теорию формирования и становления зоопланктоноценозов водохранилищ, оставив заметный след в деле изучения экосистем Волги.

## Семья
Дети Николая Андреевича пошли по его стопам, занимаясь гидробиологией.
Ирина Николаевна Дзюбан родилась 9 декабря 1932 года в Москве. В 1956 году окончила биологический факультет Киевского государственного университета, получив направление в лабораторию микробиологии Института биологии водохранилищ АН СССР. Изучала водную микрофлору Рыбинского и Куйбышевского водохранилищ. В 1963 году защитила кандидатскую диссертацию, но по семейным обстоятельствам не смогла продолжить научную работу, переехала во Фрунзе, где преподавала биологические дисциплины в Киргизском педагогическом институте. Автор 15 научных публикаций, в настоящее время на пенсии.
Андрей Николаевич Дзюбан родился 27 июня 1942 года в Херсоне. Окончил Мордовский государственный университет. С 1967 года работал в группе микробиологии Куйбышевской биостанции, в 1974 году был переведён в лабораторию микробиологии ИБВВ в Борок, где занимался изучением численности, разнообразия и деструкционной активности бактериобентоса водохранилищ Волго-Камского каскада. В 1983 году защитил кандидатскую диссертацию, а в 2007 году — докторскую. Является главным научным сотрудником ИБВВ РАН, автор более 200 статей, нескольких коллективных и одной авторской монографии.

## Избранная библиография
Приводится по Ривьер, 2006, с. 363—364 и Розенберг, 2010, с. 174.
- Дзюбан Н. А. О питании некоторых Cyclopydae (Ракообразные) // Доклады АН СССР. — 1937. — Т. 17, № 6. — С. 315—318.
- Дзюбан Н. А., Дудкин А. В. Воспроизводство вырезуба // Рыбное хозяйство. — 1952. — Т. 1. — С. 33—35.
- Дзюбан Н. А. Некоторые особенности осенне-зимнего планктона и гидрохимического режима Цимлянского водохранилища в первый год его существования // Труды проблемного и тематического совещания ЗИН АН СССР. — Изд-во АН СССР, 1957. — Вып. 7. — С. 35—37.
- Дзюбан Н. А. Зоопланктон водохранилищ канала Волго-Дон им. В. И. Ленина (по материалам 1954 г., третий год существования канала) // Труды биологической станции «Борок». — М.; Л.: Изд-во АН СССР, 1958. — Вып. 3. — С. 226—235.
- Дзюбан В. П., Дзюбан Н. А. Некоторые особенности гидрохимического режима Цимлянского водохранилища в мелководный 1954 г. // Тр. ИБВ АН СССР. — 1959. — Т. 1 (4).
- Дзюбан Н. А. О формировании зоопланктона водохранилищ // Тр. VI совещ. по проблемам биологии внутренних вод. — М.;Л.: Изд-во АН СССР, 1959. — С. 597—602.
- Дзюбан Н. А. О районировании Куйбышевского водохранилища // Бюлл. Ин-та биол. водохр. — 1960. — № 8—9. — С. 53—57.
- Дзюбан Н. А., Кузнецова С. П. Особенности формирования и распределения зоопланктона Саратовского водохранилища // Биол. внутр. вод. Информ. бюл.. — 1975. — № 28. — С. 28—31.
- Дзюбан Н. А., Дзюбан М. Н. Зоопланктон Волги до образования каскада водохранилищ // Биологические продукционные процессы в бассейне Волги. — Л.: Наука, 1976. — С. 82—89.
- Дзюбан Н. А., Ривьер И. К. Современное состояние зоопланктона Волги // Биологические продукционные процессы в бассейне Волги. — Л.: Наука, 1976. — С. 89—102.
- Дзюбан Н. А., Урбан В. В. О вертикальной миграции зоопланктона в Куйбышевском водохранилище // Биологические продукционные процессы в бассейне Волги. — Л.: Наука, 1976. — С. 103—111.
- Мордухай-Болтовский Ф. Д., Дзюбан Н. А. Изменение в составе и распределении фауны Волги в результате антропогенных воздействий // Биологические продукционные процессы в бассейне Волги. — Л.: Наука, 1976. — С. 67—87.
- Дзюбан Н. А. Зоопланктон и зообентос водоемов бассейна Волги // Водные ресурсы. — 1977. — № 3. — С. 70—82.
- Ривьер И. К., Дзюбан Н. А. Зоопланктон // Волга и её жизнь. — Л.: Наука, 1978. — С. 153—179.
- Dzyuban N. A. The zooplankton (metazoic) of the Volga // The river Volga and its Life / D. Mordukhai-Boltovskoi. — Hague-Boston-London: W.Junk by, 1979. — С. 195—231. — (Monographie Biologicae. Vol. 33). — ISBN 9061930847.
- Дзюбан Н. А., Слободчиков Н. Б. Hypania invalida (Jrube, 1960) в Волжских водохранилищах и некоторые вопросы мониторинга // Гидробиол. журн. — 1980. — Т. 16, № 5. — С. 56—59.
- Дзюбан Н. А. Зоопланктон // Куйбышевское водохранилище / Ответственный редактор А. В. Монаков. — Л.: Наука, 1983. — С. 119—131. — 214 с. — 1200 экз.
- Дзюбан Н. А. О методах индикации пресных вод по зообентосу и зоопланктону // Гидрометеорологический режим Среднего Поволжья / Под ред. М. Г. Бодрикова. — Л.: Гидрометеоиздат, 1986. — 112 с.